# John Robinson (obispo)
{{Ficha de líder religioso
| Nombre           = John Robinson 
| titulo           = Obispo de Woolwich
| iglesia          = Iglesia de Inglaterra
| diocesis         = Diócesis de Southwark
| Nacimiento       =  {{|1919|5|16|}} 
| Lugar            = Canterbury, Kent, Inglaterra
| Fallecimiento    = {{|1983|12|5|1919|5|16|df=y}} 
| Lugar            = Arncliffe, North Yorkshire, Inglaterra
| Nacionalidad    = Británico
| religion         = Anglicanismo
| profession       = Clérigo, profesor en Teología e Historia
| alma mater       = Westcott House, Cambridge.
}}
John Arthur Thomas Robinson (Canterbury, Inglaterra, 1919 - Cambridge, 5 de diciembre de 1983) fue un teólogo erudito del Nuevo Testamento, obispo anglicano de Woolwich, Inglaterra.

## Biografía
Fue profesor en el Trinity College, y más tarde Decano del mismo  hasta su muerte en 1983 de cáncer.  Robinson era considerado una fuerza importante en la formación de la teología cristiana liberal. Junto con el teólogo facultativo de la Universidad de Harvard, Harvey Cox, encabezó el campo de la teología secular y, al igual que William Barclay, fue un creyente en la salvación universal.
Su libro Sincero para con Dios causó controversia, ya que llama a los cristianos a la vista de Dios como "el fundamento del ser" más que como un ser trascendente "más allá", también propone la necesidad de vivir un cristianismo "sin iglesia" entendido en el sentido institucional de la palabra. 
Aunque Robinson fue considerado un teólogo liberal , desafió el trabajo de colegas con ideas similares en el campo de la crítica exegética. Específicamente, Robinson examinó la fiabilidad del Nuevo Testamento, ya que creía que había sido objeto de muy poca investigación original durante el siglo XX. También escribió que las búsquedas pasadas se basaban de alguna forma en una "tiranía de suposiciones no examinadas" y una "ceguera casi deliberada".

### Robinson y el Nuevo Testamento
Robinson fue un revolucionario al afirmar en su obra Redating the New Testament de 1976 que, contrario al consenso de la gran mayoría de exegetas tradicionales, gran parte del Nuevo Testamento fue escrito antes del año 64, basándose en parte, que a su juicio sobre la evidencia textual repuesto que el Nuevo Testamento refleja un nulo conocimiento de la destrucción de la Templo de Jerusalén en el año 70. 
En relación con las fechas de los cuatro Evangelios autoría, Robinson colocó a Mateo como escrito entre 40 d. C. y 60 d. C., Marcos alguna vez entre 45 d. C. y 60 d. C., Lucas en algún momento durante los 50 d. C. y 60 d. C. y Juan entre 40 d. C. y 65 d. Robinson también argumentó que la letra de Juan fue escrita por un discípulo de Jesucristo dentro de los veinte años de la muerte de Jesús; que Pablo de Tarso escribió todos los libros que se le atribuyen (sin incluir Hebreos); y que el "Juan" que escribió el cuarto Evangelio fue el apóstol Juan. Robinson también sugirió que los resultados de sus investigaciones implicaban la necesidad de reescribir muchas teologías del Nuevo Testamento.
Si bien varios teólogos como John Wenham, Peter Thiede , Eta Linnemann , Harold Riley, Jean Carmignac y Bernard Orchard respaldaron en ciertas fechas su erudicion temprana, y la autoría apostólica de los evangelios, la misma en gran medida no han tenido mayor éxito entre la círculos de la ortodoxia liberal.

## Obras
- (2002) [1952]. El cuerpo: un estudio en teología paulina. Bimillennial Press. ISBN  978-0-9641388-4-1 .
- (1979) [1959]. Jesús y su llegada . SCM Press. ISBN  978-0-334-00757-9 .
- (1977) [1960]. En ser la iglesia en el mundo . Mowbrays. ISBN  978-0-264-66459-0 .
- (2002) [1963]. Por Dios. Prensa de Westminster John Knox. ISBN  978-0-664-22422-6 .
- (1965). ¿La nueva Reforma?. SCM Presione.
- (1967). Exploración en Dios. Stanford University Press. ISBN  978-0-8047-4636-6 .
- (1967). ¡Pero eso no puedo creer!. New American Library.
- (28 de abril de 2011) [1968]. Al final, Dios: un estudio de la doctrina cristiana de las últimas cosas . James Clarke & Co. ISBN  978-0-227-17349-7 .
- (1972) [1971]. La diferencia en ser cristiano hoy . Collins.
- (1 de marzo de 2012) [1973]. El rostro humano de Dios . Hymns Ancient & Modern. ISBN  978-1-85931-016-8 .
- (1 de octubre de 2000) [1976]. Re-datando el Nuevo Testamento . Wipf y Stock. ISBN  978-1-57910-527-3 .
- (21 de marzo de 1977), "The New Testament Dating Game", Time , p. 95
- (1 de noviembre de 1979). La verdad tiene dos ojos . SCM Press. ISBN  978-0-334-01690-8 .
- (1979). Luchando con Romanos, Himnos antiguos y modernos. ISBN  978-0-334-01819-3 .
- (1981). Las raíces de un radical . Cruce de caminos. ISBN  978-0-8245-0028-3 .
- (1987) [1983]. Donde se reúnen tres caminos . SCM Press. ISBN  978-0-334-02422-4 .
- (1 de marzo de 2011) [1985]. Coakley, JF, ed. La prioridad de John . Wipf y Stock. ISBN  978-1-61097-102-7 .